# 弗雷德·斯坦纳
弗雷德里克·斯坦纳（Frederick Steiner；1923年2月24日—2011年6月23日）是一名美国电视、广播和电影编曲家。 他主要活跃于1950年代和1960年代的电视连续剧配乐中，为《洛基和布尔温克尔秀》和《梅森探案集》创作了主題曲，此外也为《星際爭霸戰》电视剧创作了大量配乐，远胜同剧的其他作曲家。

## 早年
他出生于纽约市，是匈牙利犹太裔电影作曲家乔治的儿子。他6岁开始弹钢琴，13岁开始学习大提琴和乐理，被视为神童。他受父亲影响很大，从小就喜欢创作配乐。从汤森·哈里斯高中（Townsend Harris High School）毕业后，他获得了欧柏林音乐学院的奖学金，师从作曲家诺曼德·洛克伍德，1943年在欧柏林获作曲学位。

## 广播
刚从大学毕业，斯坦纳就开始为纽约的广播节目作曲、编曲，如Suspense和CBS Radio Workshop 。他还创作过几部卖战争债券的战时宣传短片。1940年代，他的父亲将他介绍给了作曲家范·克莱夫 ，他从后者那里学到了不少专业技巧 :176。1945年，施泰纳成为广播剧《This Is Your FBI》的第一任音乐总监，为这部广播剧作制作了47集配乐。随着广播业的衰落，施泰纳决定将转行电视配乐。1947年，他移居洛杉矶。

## 电视
他为许多电视连续剧创作过作品，如《星際爭霸戰》，最著名的作品是为《梅森探案集》创作的主题曲《公园大道节拍》（Park Avenue Beat）。

## 个人的
他于2011年6月23日在墨西哥哈利斯科州阿吉吉克的家中因中风去世，留下结婚64年的妻子雪莉·斯坦纳（Shirley Steiner）和两个女儿。